# Hodge (Kater)
Hodge war der Kater des englischen Gelehrten Dr. Johnson. Durch eine Passage in James Boswells The Life of Samuel Johnson (1791) erlangte er Berühmtheit:
| | |
| „Nor would it be just, under this head, to omit the fondness which he showed for animals which he had taken under his protection. I never shall forget the indulgence with which he treated Hodge, his cat: for whom he himself used to go out and buy oysters, lest the servants having that trouble should take a dislike to the poor creature. I am, unluckily, one of those who have an antipathy to a cat, so that I am uneasy when in the room with one; and I own, I frequently suffered a good deal from the presence of this same Hodge. I recollect him one day scrambling up Dr. Johnson’s breast, apparently with much satisfaction, while my friend smiling and half-whistling, rubbed down his back, and pulled him by the tail; and when I observed he was a fine cat, saying, “Why yes, Sir, but I have had cats whom I liked better than this;” and then as if perceiving Hodge to be out of countenance, adding, “but he is a very fine cat, a very fine cat indeed.” This reminds me of the ludicrous account which he gave Mr. Langton, of the despicable state of a young Gentleman of good family. “Sir, when I heard of him last, he was running about town shooting cats.” And then in a sort of kindly reverie, he bethought himself of his own favourite cat, and said, “But Hodge shan't be shot; no, no, Hodge shall not be shot.”“ | „Es wäre in diesem Zusammenhang nicht recht, seine Liebe zu Tieren zu übergehen, die er in seine Obhut genommen hatte. Ich werde nie die Nachsicht vergessen, mit der er Hodge, seinen Kater, behandelte: für ihn ging er selbst Austern einkaufen, damit die Diener, wenn sie solche Umstände hätten, nicht eine Abneigung gegen die arme Kreatur fassten. Ich erinnere mich, wie Hodge eines Tages an Dr. Johnson emporkletterte, offenbar mit großem Behagen, während mein Freund [Johnson] lächelnd und leise pfeifend seinen Rücken entlang streichelte und ihn am Schwanz zog; und als ich bemerkte, er sei ein schöner Kater, sagte er: ‚Nun ja, Sir, aber ich habe Kater gehabt, die ich noch lieber mochte als diesen.‘ Und dann, als sähe er, dass Hodge außer Fassung sei, fügte er hinzu: ‚Aber er ist ein sehr schöner Kater, wirklich ein sehr schöner Kater. Dies erinnert mich an den lächerlichen Bericht, den er gegenüber Mr. Langley über den beklagenswerten Zustand eines jungen Herrn aus gutem Hause ablieferte: ‚Als ich zuletzt von ihm hörte, lief er durch die Straßen und erschoss Katzen‘. Und dann, in einer Art gutmütiger Träumerei, besann er sich auf seinen Lieblingskater und sagte: ‚Aber Hodge wird nicht erschossen: nein, nein, Hodge wird nicht erschossen.‘“ |

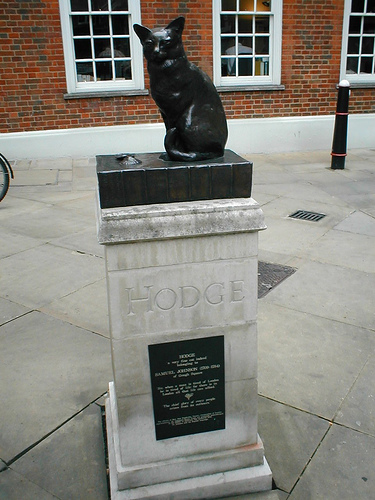
Statue von Hodge vor Dr. Johnsons Haus, 17 Gough Square, London.

Letzteren Absatz wählte Vladimir Nabokov als Epigraph für seinen Roman Pale Fire (1962, dt. Fahles Feuer).
Nach Hodges Tod schrieb Percival Stockdale eine Elegie auf Hodge. 1997 enthüllte der Lord Mayor of London Sir Roger Cork vor Johnsons und Hodges einstigem Wohnsitz (17 Gough Square) eine Bronzestatue des Katers. Hodge sitzt vor ein paar geöffneten Austernschalen, die damals als Nahrung für arme Leute diente, weil sie massenhaft vorhanden waren. Manche Besucher legen heutzutage ein paar Münzen in die Austernschalen und Obdachlose sammeln diese bei nächster Gelegenheit auf. Dieser Brauch soll dem Spender Glück bringen.